# Saint-Bonnet-en-Champsaur
Saint-Bonnet-en-Champsaur é uma comuna francesa na região administrativa da Provença-Alpes-Costa Azul, no departamento de Altos-Alpes. Estende-se por uma área de 15,01 km². Em 2010 a comuna tinha 2 123 habitantes (densidade: 141,4 hab./km²).
Em 1 de janeiro de 2013, incorporou as antigas comunas de Bénévent-et-Charbillac e Les Infournas.